# Alan C. Gilmore
Alan Charles Gilmore (Greymouth, Nueva Zelanda, 1944) es un astrónomo neozelandés, descubridor de planetas menores y otros objetos astronómicos.
Según consta en el Centro de Planetas Menores, se le atribuye el descubrimiento de 42 planetas menores, uno de ellos en colaboración con su esposa Pamela M. Kilmartin. Ambos astrónomos son también cazadores de novas y cometas.
Trabaja en el Observatorio Mount John University y en el Departamento de Física y Astronomía de la Universidad de Canterbury, Christchurch, Nueva Zelanda a la vez que es miembro del Comité Organizador de la Comisión 6 de la Unión Astronómica Internacional, que supervisa la difusión de información y asignación de créditos para los descubrimientos astronómicos. La Comisión lleva el nombre de "Telegramas Astronómicos", a pesar de que los telegramas ya no se utilizan.
El 30 de agosto de 2007 descubrió su primer cometa periódico, P/2007 C2.
El asteroide de la familia Eunomía, (2537) Gilmore fue nombrado en su honor, mientras que a su esposa le dedicaron el asteroide (3907) Kilmartin ubicado en el cinturón de asteroides.